# 特茹中心建築群
特茹中心建筑群，指位於葡萄牙里斯本的前特茹發電中心的相關建築。经过多年以来的不断改造和扩建，這些建築保存状态仍然良好。这个二十世纪上半世纪伟大的综合性建筑群，如今被用為電力博物館。建筑群的统一元素是其建筑外饰面使用的砖石，这一元素使其与周围的建筑显得不同，并赋予整个建筑一种非常独特的美感。建筑群内部使用的是钢铁结构，这正是特茹发电站的骨架，支撑着整座建筑。

## 原特茹发电站
在如今这个工业建筑群出现以前，这个地方有一个小型的“发电厂”，就是原先的特茹发电站，通常被称做胡恩奎拉发电站（Central da Junqueira），这个名称来自于附近一条同名的街道。这座大楼是按照工程师 Lucien Neu 的设计图纸，由 Charles Vieillard 和 Fernand Touzet 于 1909 年施工建造的，如今这座大楼什么也没有留下。当时的大楼具有明显的现代美感，在其南、北外立面上还有装饰。在主楼的西侧，曾经有三个用于安置锅炉的锅炉房。这个早先的老电厂的突出特色就是那两根细长的烟囱，一个烟囱是砖砌的，而另一个烟囱是铁质的，倒锥形杆状的。
安置发电机的主楼的北外立面和南外立面的装饰风格与火车站、市场等其它铸铁建筑结构类似，受到了近期出现在葡萄牙的现代主义风格的影响。立面通过壁柱分隔为三个部分，装饰有水平齿状花纹条带，在上方还有大型的开口山墙。
侧立面还有两处开窗：小开窗上面有过梁，大开窗上面有低拱。中间部分比侧边的更大，突出的是从立面底部至顶部的巨大壁凹，进入山墙内，使其直立。在半圆拱上嵌刻的瓷砖上可以读到：“1909 / Cªs Reunidas de Gaz e Electricidade / Estação Eléctrica Central Tejo （1909 / 联合燃气电力公司/特茹发电站）”。
在十九世纪末期，电厂旁边的是属于莫桑比克糖业公司（Companhia de Açúcar de Moçambique）所有的老的制糖厂的厂房。在早先的特茹发电站开始进行拆除时，这些地产都被收购了。
这个是个小工厂，虽然没有宏伟的装饰，但是其形式却极具特色。工厂是由两个纵向的厂房组成，与用于筒仓中央塔类似的斧头形屋顶，和西面的四个横向的双坡屋顶厂房。所有的壁凹处都使用砖砌结构进行保护，并用低拱进行装饰。

## 低压鍋爐阶段建築
低压大楼的建设开始于 19 世纪 10 年代，各种扩建工程一直持续到 19 世纪 30 年代。其建筑风格是典型的现代派，（在葡萄牙被称为新艺术“Arte Nova”）。它使用铸铁结构，典型的砖石饰面，后来的高压大楼也同样使用了这种形式。
老的锅炉房由四个厂房组成，其中三个相同，第四个的尺寸更大。所有厂房都使用双坡屋顶，在内部形成了唯一的通透的空间。在东侧，有另外两个厂房，与锅炉房厂房的方向垂直且同样具有现代美感。其中更远的一个，或是说，一个变电站建筑，没有双坡屋顶。
相对比较低的几个立面非常引人注意，因为上面有几个竖向的大窗，配有半圆拱。在其之上，有一面山墙，其突出的边缘和下面的过梁的将整个空间封闭。所有这些之下，是一个平滑的基座，上面可以看到砖石，饰以低拱框架来模仿壁凹（有些是真正的开窗），同时“支撑”立面的其它部分。
机房的立面值得格外注意。在所有的建筑中，机房建筑是表现出最多装饰主题和最多与现代派相关因素的，如同早先的特茹发电站以及当时那个年代大多数的发电站一样，（也许是由于它是机房，是发电站中的电力制造的心脏部位），但是这些因素与建筑群的整体风格并不相互抵触。在建筑基座上，我们发现一些不同于其它立面的地方，墙壁表面被饰以雕刻过的石材，只有最下面几层砌筑，以及带拱心石的拱形开口上面的是毛坯状态。
在砖石饰面的高度上，也有三个大窗，其中中间的一个窗户稍大。窗口终止于半圆拱，拱顶配一个拱心石，窗户的连续架构穿过整个立面，直达建筑侧边。立面的顶部，也是由一个开口山墙组成，呈现出装饰性的架构。这部分使用砖石建造，配有模仿伦巴第风格的装饰带。在立面的终端，壁柱从基座上直达山墙，类似教堂建筑立面上的两个小塔。
纵向立面的结构组成非常和谐，通过大的壁柱分隔出三个独立的区域，每个区域都有三个纵向的大窗，使用一个连续的框架穿过整个侧面作为装饰。每个大窗之上都有一个较小的四方形窗户，类似一个装饰带环绕在建筑的侧墙。

## 高压鍋爐阶段建築
高压楼所表现的装饰因素就与低压楼不同，它的装饰风格受古典主义的影响，有一种高大和宏伟的气魄；但即使如此，高压楼仍重复着砖石饰面所带来的相同的美感。高压楼内部，与低压的锅炉房相似，用来分隔煤灰间与锅炉房的板子是用半圆单砖拱饰面的，两者之间唯一区别是，在低压楼，这些是陶瓷材料的，在高压楼，使用的是钢筋混凝土。
建筑始建于 40 年代，受文艺复兴宫殿风格的古典影响，是当时人们生活所在的葡萄牙的时代和专制背景的忠实反映。其结构是一个真正的工程杰作；这是一个铸铁结构建筑作品，在里斯本无人能比，这个结构不仅支撑了所有的砖石饰面，还支撑了锅炉、烟囱和位于建筑屋顶的蓄水池。立面以美观的形式延续了文艺复兴的宫殿模式，分别体现在基础、立柱和柱顶。主体结构上有大型的窗户，终止于带拱心石的半圆拱，拱带形成一个框架穿过整个立面；立面上还有大立柱，穿过整个立面，从底座底部直到柱顶。
上柱顶有两个独立的横饰带。下面的装饰有封闭拱廊，标有框架，上面的部分有相同的结构，但是有模块分割的空间，为窗户。在最接近低压楼的部分，有一个小塔非常醒目。在建筑群所有其它部分之上，是高压锅炉的四个烟囱，以及以其为基础的所有排烟和进气机械设备。
如此，特茹发电站从其周边所有的建筑中脱颖而出，不仅由于她具有纪念意义及其由于她的规模，同时也因为特茹发电站所具有的砖石装饰美感，这种美感有时让人很难相信这是一个发电厂。